# Knud Larsen
Pour les articles homonymes, voir Larsen et Knud Larsen (homonymie).
Knud Larsen (né en 1939) est un architecte danois, vivant à Oslo en Norvège. Professeur au Département de conception architecturale et de gestion à l'Université norvégienne de sciences et de technologie, il travaille depuis 1994 sur l'architecture tibétaine.

## Biographie
En tant qu'employé de Henning Larsen à Copenhague, il a travaillé sur le développement du Centre universitaire de Dragvoll à Trondheim, dans toutes les phases du projet de concours à la réalisation de 1968 à 1978.
Knud Larsen enseigne depuis 1978 à l'Université norvégienne de sciences et de technologie en tant que professeur d'architecture.
Il a, depuis 1994, plus particulièrement travaillé sur l'architecture tibétaine après un projet de recherche de sept ans sur le terrain au Tibet, en collaboration avec l'architecte Amund Sinding-Larsen. Knud Larsen et Amund Sinding-Larsen ont créé et publié un registre des bâtiments emblématiques et du paysage urbain de Lhassa. Le livre est la synthèse de sept ans de travaux (1994-2001) en coopération entre des architectes et universitaires norvégiens et les institutions universitaires tibétaines. Ce qui avait commencé comme une tâche dans la conservation historique s'est transformé en la tenue de dossiers, car les structures disparaissaient devant les objectifs des caméras des auteurs. Le nombre d'habitants de la ville est passé de 30 000 en 1950 à 382 000 en 1998. La modernisation de Lhassa et le remplacement des bâtiments indigènes vieux de plusieurs siècles, par des structures commerciales inappropriées produit un bilan dramatique. Au début de l'étude en 1995, 330 édifices religieux et séculiers anciens ont été identifiés. À la fin, en 1999, il n'en restait qu'environ 200. Les auteurs se sont plaints de la destruction rapide de Lhassa aux autorités, et le gouvernement norvégien a même proposé de financer des études de conservation, mais en vain.
Knud Larsen à collaborer à travers un Réseau de coopération entre l'Université du Tibet et la Norvège avec l'Université du Tibet pour la préservation de l'architecture traditionnelle tibétaine et mural. Il dirige également chaque automne un cours avancé à l'Université norvégienne de sciences et de technologie pour les étudiants en architecture à Lhassa.
Knud Larsen est administrateur de la Mt.Tron University of Peace Foundation.
Il était marié à la céramiste norvégienne Kari Christensen (1938- 1997).

## Publications
- The Lhasa Map: Traditional Tibetan Architecture and Townscape, Gecko Maps, 2005
- Avec Amund Sinding-Larsen, The Lhasa Map: Traditional Tibetan Architecture and Townscape, Serindia Publications, Inc., 2001,  (ISBN 0906026571 et 9780906026571)